# جعران
الجُعْرَان أو الجُعَل (الاسم العلمي: Scarabaeus) و تسمى في سلطنه عمان أبو جعل لسم جنس لحشرات تتكون من أعداد لأنواع من خنافس الروث للعالم القديم، تشمل الجعل المقدس (الاسم العلمي: Scarabaeus sacer). تتغذى هذه الخنافس فقط على روث الحيوانات حيث تُهيئه على شكل كُرات تسمى القرموطة تدحرجها وتدفنها في التربة. وتضع الأنثى بيضة واحدة في كرة الروث، عندما تنمو اليرقة تتغذى على تلك الكرة.